# أنتوني هيل (رسام)
أنتوني هيل (بالإنجليزية: Anthony Hill)‏ (و. 1930  م) هو رسام، ونحات، ورياضياتي، ومصصم جرافك بريطاني، ولد في لندن، شارك في معرض دوكومنتا الرابع ‏.

## التعليم
تعلم في سنترال سانت مارتينز
.